# Instalación nuclear de Fordow
La instalación nuclear de Fordow es una planta subterránea iraní de enriquecimiento de uranio ubicada a 32 km al sur de la ciudad de Qom, cerca de la aldea de Fordow, en una antigua base del Cuerpo de la Guardia Revolucionaria Islámica. Es parte del programa nuclear de Irán. El sitio está bajo el control de la Organismo Internacional de Energía Atómica (OEAI).  Se trata de la segunda instalación de enriquecimiento de uranio iraní, la otra es la de Natanz.

Paisaje invernal cerca de Fordow

La existencia de la planta de enriquecimiento, entonces inacabada, fue revelada por Irán al Organismo Internacional de Energía Atómica el 21 de septiembre de 2009,  pero sólo después de que el sitio fuera ya conocido por los servicios de inteligencia occidentales. Los funcionarios occidentales condenaron enérgicamente a Irán por no haber revelado la instalación antes; el presidente estadounidense Barack Obama dijo que Fordow había estado bajo vigilancia estadounidense. Irán sostiene que esta divulgación era coherente con sus obligaciones legales en virtud de su Acuerdo de Salvaguardias con el OIEA, que, según Irán, exige que Irán declare las nuevas instalaciones 180 días antes de que reciban material nuclear. El OIEA declaró que Irán estaba obligado por su acuerdo de 2003 a declarar la instalación tan pronto como decidiera construirla.
La montaña que alberga la planta de  Fordow, llamada Kūh-e Dāgh Ghū’ī, tiene unos 960 metros de altura. Las instalaciones están ubicadas en un sistema de túneles aproximadamente 60 metros bajo tierra. 

## Capacidad

Paisaje veraniego cerca de Fordow

En su declaración inicial, Irán afirmó que el propósito de la instalación era la producción de hexafluoruro de uranio enriquecido hasta el 5% en U-235, y que la instalación se estaba construyendo para contener 16 cascadas, con un total de aproximadamente 3.000 centrifugadoras. En septiembre de 2011, Irán anunció que trasladaría su producción de uranio poco enriquecido al 20% de Natanz a Fordow.
En diciembre de 2011 comenzó el enriquecimiento. En enero de 2012, el OIEA anunció que Irán había comenzado a producir uranio enriquecido hasta el 20% para fines médicos y que ese material "permanece bajo la contención y vigilancia del organismo".
Según el Plan de Acción Integral Conjunto de abril de 2015, la planta de Fordow debía reestructurarse para destinarla a una utilización menos intensiva en investigación. La instalación dejaría de enriquecer uranio y de investigar su enriquecimiento durante al menos 15 años, y se convertiría en un centro de física y tecnología nuclear. Durante 15 años, no se mantendrían más de 1.044 centrifugadoras IR-1 en seis cascadas en un ala de Fordow. "Dos de esas seis cascadas girarán sin uranio y serán transformadas, incluso mediante modificaciones adecuadas de la infraestructura", para la producción estable de radioisótopos para uso médico, agrícola, industrial y científico. Las otras cuatro cascadas, con toda la infraestructura asociada, permanecerán inactivas. Irán no tiene permitido tener material fisible en Fordow.

Según los términos del acuerdo nuclear con Irán, dos tercios de las centrifugadoras de Fordow han sido retiradas en los últimos meses, junto con todo el material nuclear. La instalación tiene prohibido realizar cualquier trabajo relacionado con la energía nuclear y se está reconvirtiendo para otros usos, eliminando así la amenaza que motivó el plan de ataque, al menos durante los próximos 15 años.
The New York Times, 16 de febrero de 2016

En 2018, la empresa israelí ImageSat publicó fotografías satelitales que mostraban la reanudación de la construcción y el desarrollo en las instalaciones de Fordow.
En noviembre de 2019, el jefe nuclear iraní, Ali Akbar Salehi, anunció que Irán enriquecerá uranio al 5% en Fordow. En enero de 2020, el sitio  tenía 1.044 centrifugadoras diseñadas para enriquecer hexafluoruro de uranio.
En enero de 2021, la planta de Fordow comenzó a producir uranio enriquecido al 20%.
En marzo de 2023, CNN informó que se había encontrado uranio "casi apto para bombas" en Fordow. El OIEA confirmó que se descubrió U-235 con una pureza del 83,7% en el sitio, lo cual fue una gran sorpresa para el organismo.
En junio de 2024, el OIEA señaló que Irán había construido centrifugadoras adicionales, mientras que el Washington Post comentó sobre la orden iraní de triplicar la capacidad de centrifugación de la planta. El Times of Israel informó que se habían instalado cuatro nuevas cascadas, pero que aún no se habían puesto en funcionamiento.

## Historia
Las autoridades iraníes afirmaron que la instalación está construida en lo profundo de una montaña debido a las reiteradas amenazas de Israel de atacar dichas instalaciones, que Israel cree que pueden utilizarse para producir armas nucleares. El ataque a una instalación nuclear tan cercana a la ciudad de Qom, considerada sagrada por los musulmanes chiitas, genera preocupación por el posible riesgo de una respuesta religiosa chiita.
En noviembre de 2013, cientos de iraníes, en su mayoría estudiantes de la Universidad Tecnológica Sharif, acompañados por el director de la AEOI, Ali Akbar Salehi, y varios representantes de la Asamblea Consultiva Islámica (parlamento) formaron una cadena humana alrededor de la planta de Fordow. Los estudiantes estaban allí para mostrar su apoyo al programa nuclear iraní.
La agencia de noticias iraní Fars informó el 29 de agosto de 2016 que la Guardia Revolucionaria iraní había desplegado misiles de defensa aérea rusos S-300 frente a la instalación de enriquecimiento de uranio. La entrega del sistema de defensa aérea era parte de un contrato de armas de 2007 entre Irán y Rusia. El comandante de la Fuerza Aérea iraní, el general Farsad Esmaili, reiteró la necesidad del despliegue en una entrevista transmitida por la Radiodifusión de la República Islámica de Irán.
En febrero de 2023, el OIEA señaló que la planta de Fordow había sido modificada.

### Ataques aéreos israelíes y estadounidenses de 2025

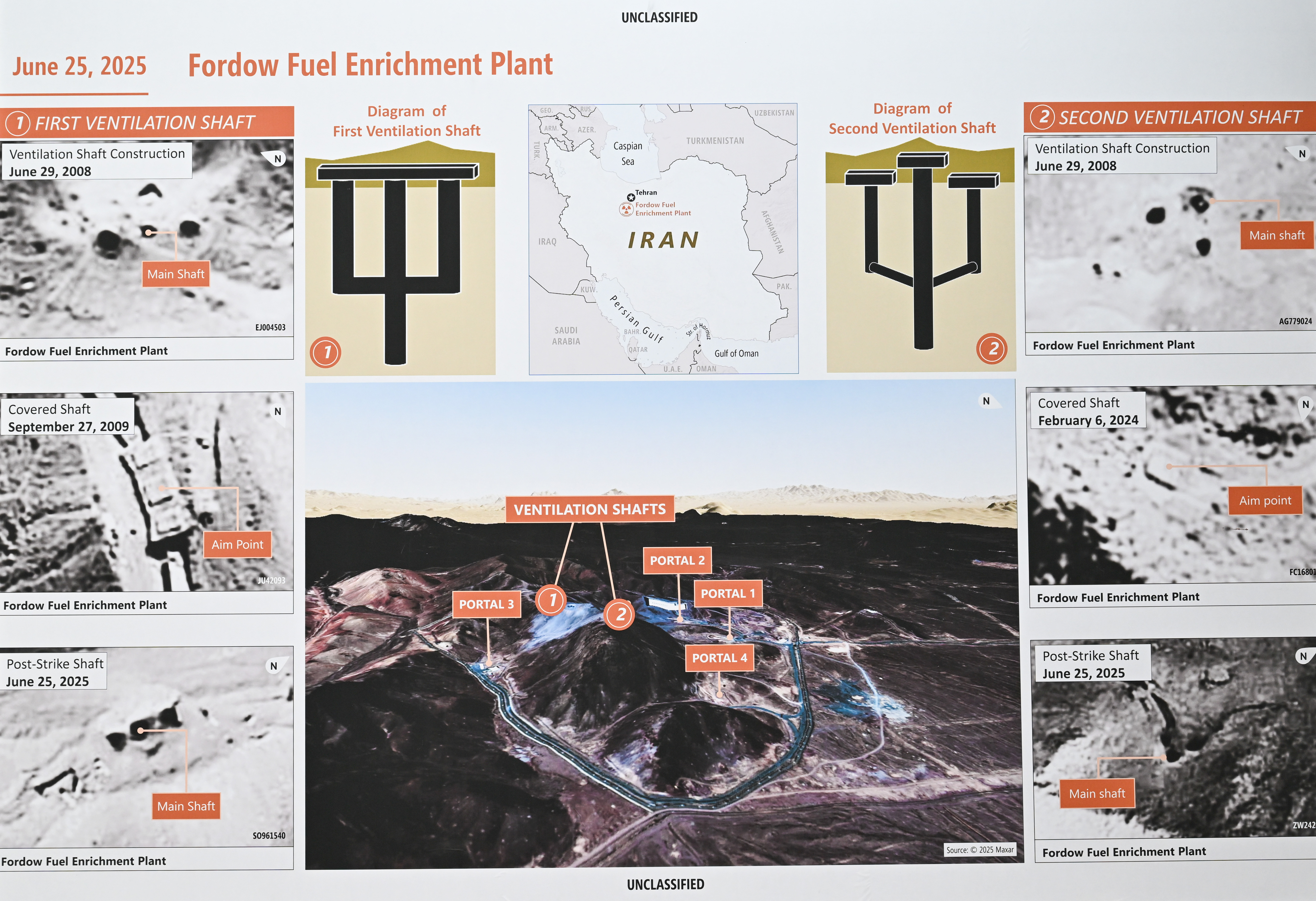
Después de los airstikes en 2025

El 13 de junio de 2025, Israel atacó la planta como parte de los ataques de junio de 2025 contra Irán. Las fuerzas iraníes dijeron que habían derribado un dron israelí.  La magnitud del daño no estaba clara porque la planta nuclear, al igual que la de Natanz, está enterrada a gran profundidad.  Las imágenes satelitales y los informes sugirieron que algunos sitios sobre la superficie fueron dañados, pero las instalaciones subterráneas que albergan centrifugadoras y uranio enriquecido no habrían sido afectadas. El 14 de junio, la Organización de Energía Atómica de Irán declaró que se habían producido daños limitados en el sitio como resultado de los ataques.
Los expertos militares coinciden en que debido a su ubicación subterránea y a la resistencia del hormigón armado empleado, las instalaciones de Fordow no pueden ser destruidas con las bombas que actualmente posee Israel. Si bien Israel cuenta con armas antibúnker, que se utilizaron, entre otras cosas, en el bombardeo del cuartel general subterráneo de la milicia de Hezbolá en Beirut en septiembre de 2024, su potencia explosiva se considera insuficiente para un ataque contra Fordow. Para ello, el ejército israelí precisaría la ayuda de Estados Unidos, quien cuenta con la bomba pesada antibúnker GBU-57, que puede penetrar a gran profundidad bajo tierra antes de explotar, pesa alrededor de 13 toneladas y mide más de seis metros de largo. El experto militar estadounidense Masao Dahlgren declaró a la agencia de noticias AFP que la carcasa de acero de la GBU puede penetrar gruesas capas de roca y su detonador puede detectar cavidades y dispararse si penetra un búnker. Existe otra característica única: la GBU-57 actualmente solo es transportada por aviones de combate Northrop Grumman B-2 Spirit, que Israel tampoco tiene. Por lo tanto, las fuerzas armadas israelíes también dependerían de los bombarderos furtivos estadounidenses y de los pilotos entrenados para esas misiones.
Tras el ataque israelí, se dijo que Estados Unidos estaba considerando también atacar el sitio, lo que requeriría el uso de bombas GBU-57A/B MOP. El 21 de junio de 2025, el presidente estadounidense Donald Trump anunció que bombarderos B-2 estadounidenses habían atacado la instalación nuclear, así como las de Natanz e Isfahán.